# Viktor Pasulko
Viktor Pasulko (en ucraniano: Віктор Васильович Пасулько; Óblast de Transcarpacia, RSS de Ucrania, 1 de enero de 1961) es un exfutbolista de Ucrania y entrenador de fútbol que jugaba en la posición de centrocampista.

## Carrera

### Club
| Periodo   | Club                       |
| --------- | -------------------------- |
| 1978–1979 | FC Hoverla Uzhhorod        |
| 1980      | FC Spartak Ivano-Frankivsk |
| 1980–1981 | SKA Lviv                   |
| 1981      | FC Hoverla Uzhhorod        |
| 1982      | FC Bukovyna Chernivtsi     |
| 1982–1986 | FC Chornomorets Odesa      |
| 1987–1989 | FC Spartak Moscow          |
| 1990–1993 | SC Fortuna Köln            |
| 1993–1996 | Eintracht Braunschweig     |
| 1996–1997 | ASV Durlach                |
| 1997–1998 | Bonner SC                  |
| 1999–2000 | FC Junkersdorf             |

### Selección nacional
Pasulko debutó con Unión Soviética el 20 de febrero de 1988 en un partido amistoso ante Italia. Jugó en la Eurocopa 1988 donde anotó su único gol internacional, en la fase de grupos ante Inglaterra.

### Entrenador
| Periodo   | Club                      |
| --------- | ------------------------- |
| 2002–2005 | Moldavia                  |
| 2005–2006 | FK Khazar Lankaran        |
| 2008–2009 | FK Sho'rtanneftgaz G'uzor |
| 2010      | FC Atyrau                 |
| 2011–2013 | FC Ordabasy               |
| 2014      | Orlandina Calcio          |
| 2015–2016 | FC Rodange 91             |
| 2017      | FC Okzhetpes              |

## Logros
- Primera División de la Unión Soviética (2): 1987, 1989
- Copa de la Federación Soviética (1): 1987